# Amlexanox
Az amlexanox fehér–sárgásfehér, szagtalan, vízben rosszul oldódó kristályos por. Kémiailag a piridokromon származéka.
A szájüregi fekélyek egyik fajtája, az afta elleni kenőcsök hatóanyaga. Naponta négyszer 5%-os töménységben alkalmazzák. Csökkenti a gyógyulási időt és a fájdalmat, de az afta előfordulási gyakoriságára nincs hatással.
Japánban 1987 óta tabletta formájában forgalmazzák asztma hosszú távú kezelésére. Létezik orrspray alakban rhinitis orrnyálkahártya-gyulladás), szemcseppként pedig kötőhártyagyulladás ellen is.

## Hatásmód
In vitro tanulmányok bizonyítják gyulladásgátló hatását. Gátolja a gyulladást közvetítő anyagok (hisztamin, leukotriének(en)) előállítását és kibocsátását.
Állatoknak szájon át adva bizonyított az allergia- és gyulladásellenes hatása. Gátolja mind az azonnali, mind a késletetett túlérzékenységi reakciókat.
Nem bizonyított, hogy a amlexanox fenti tulajdonságai eredményezik az afta elleni – ugyancsak kísérletekkel bizonyított – hatást. Összességében tehát az amlexanox afta elleni hatásmódja nem tisztázott.

## Készítmények
Nemzetközi forgalomban:
- Amlexanox
- Amoxanox
- Aphthasol
- Aptheal
- Apthera
- Elics
- OraDisc A
- OraRinse
- Solfa

Magyarországon nincs forgalomban amlexanox-tartalmú készítmény.